# HMS Enchantress (L56)
«Енчантресс» (англ. HMS Enchantress (L56) — військовий корабель, шлюп типу «Біттерн» Королівського військово-морського флоту Великої Британії за часів Другої світової війни.

## Історія створення
Шлюп «Енчантресс» був закладений 9 березня 1934 року на верфі компанії «John Brown & Company» в Клайдбанку під назвою «HMS Bittern», але перейменований в процесі будівництва. Спущений на воду 21 жовтня того ж року, вступив у стрій 8 квітня 1935 року.

## Історія служби
Після вступу у стрій «Енчантресс» використовувався як адміралтейська яхта. Після початку війни ніс службу в командування Розайта, з жовтня 1939 року - в командуванні Плімута. Після ремонту пошкоджень внаслідок посадки на мілину корабель входив до складу 1-го дивізіону ескортних кораблів Командування Західних сполучень. Супроводжував конвої в Північній Атлантиці. Після ремонту (грудень 1940 - лютий 1941) включений до складу 41-ї ескортної групи.
У жовтні 1942 року «Енчантресс» брав участь в операції «Смолоскип», супроводжуючи конвой KMF-1, після чого був переданий до складу 61-ї ескортної групи Середземноморського командування. Корабель супроводжував конвої біля узбережжя Північної Африки. 13 грудня 1942 року брав участь в потопленні італійського підводного човна «Коралло», пошкодивши її таранним ударом. Внаслідок удару зазнав пошкоджень і перебував у ремонті до червня 1943 року.
Після проходження ремонту «Енчантресс» був включений до складу 38-ї ескортної групи та супроводжував конвої між метрополією та Фрітауном. У грудні 1943 року переведений до складу Середземноморського флоту, базувався на Гібралтарі. У листопаді 1944 року включений до складу 39-ї ескортної групи. 
На початку 1945 року «Енчантресс» пройшов ремонт та був переобладнаний на малий корабель управління десантними операціями. Планувалось використовувати його на Тихому океані. Проте на момент капітуляції Японії він перебував у Коломбо. Прибувши до Гонконгу, увійшов до складу Тихоокеанського флоту. 
У грудні 1945 року «Енчантресс» вирушив до Великої Британії, прибув у Портсмут у березні 1946 року та був виведений в резерв. 22 жовтня того ж року проданий приватному власнику для комерційного використання. Був перейменований та «Леді Енчантресс».
Зданий на злам у 1952 році.